# Guarda-rios
Martim-pescador, martim, martim-grande, papa-peixe, pica-peixe, ariramba, urarirana e guarda-rios são aves coraciformes pertencentes à família Alcedinidae. No total, o grupo inclui 95 espécies, classificadas em 19 géneros. O grupo está presente em todos os continentes, excepto nas regiões polares e na maioria das ilhas oceânicas. Também vivem em manguezais. A maior diversidade encontra-se nas zonas de clima tropical, em particular na Oceania, enquanto que nas Américas ocorrem apenas seis espécies. O grupo habita zonas florestadas, preferencialmente junto de rios ou lagos.

## Nomes comuns
Os nomes "guarda-rios", "martim-pescador", "papa-peixe" e "pica-peixe" são uma referência à sua alimentação baseada apenas em peixes. Mais especificamente, o termo "martim-pescador" é baseado no termo francês martin-pêcheur. "Ariramba" se originou do termo tupi ari'rãba. "Urarina" também tem origem tupi.
O nome da família desta ordem de aves (Halcyonidae ou Alcedinidae), por seu turno, trata-se de um mitónimo, alusivo ao mito grego de Ceix e Alcíone.

## Características
Os guarda-rios são aves de pequeno a médio porte (10 a 46 cm de comprimento), de plumagem colorida e pescoço curto, com cabeça relativamente grande em relação ao corpo e um bico longo e robusto. As asas são arredondadas e a cauda é curta na maioria das espécies. As patas são pequenas e sindáctilas com os dedos frontais fundidos. No adulto, o bico e as patas são bastante coloridos, normalmente em tons de encarnado, laranja ou amarelo. A plumagem é exuberante com frequência de cores azuis ou verdes. A forma do bico varia consoante o tipo de alimentação, sendo achatada lateralmente nas espécies piscícolas ou dorso-ventralmente nas insectívoras. Os guarda-rios que se alimentam no solo à base de frutos têm o bico bastante mais curto. A maioria das espécies não apresenta dimorfismo sexual. Os juvenis são semelhantes aos adultos e distinguem-se pela plumagem menos colorida.
Os guarda-rios são aves monogâmicas que formam casais permanentes na maioria das espécies. Há, no entanto, exemplos onde o casal reprodutor é auxiliado nos cuidados parentais por membros subordinados do grupo, frequentemente crias da postura anterior. Poligamia ocorre apenas no guarda-rios comum. A frequência de postura, feita sobretudo em cavidades no solo construídas por outros animais, varia de acordo com as espécies e condições ambientais entre 1 a 4 vezes por ano. Cada postura tem em média 3 a 6 ovos, que são incubados por ambos os membros do casal durante duas a quatro semanas. Os juvenis são totalmente dependentes dos pais durante as três a oito semanas seguintes. Quando as crias começam a voar, o casal diminui drasticamente a quantidade de comida que trás aos filhos para os incentivar a procurar alimentos sozinhos. Esta fase dura em média um mês, após o que o casal expulsa as crias do território.
O tipo de dieta dos guarda-rios varia de acordo com a espécie e com as condições ambientais. A maioria é bastante adaptável e consome peixes, insectos ou pequenos vertebrados, existindo também exemplos de guarda-rios frutícolas. As espécies piscícolas contam com o apurado sentido de visão para localizar a presa dentro de água, que caçam através de mergulhos picados. Os guarda-rios adultos não fazem parte da dieta fundamental de nenhum outro animal graças à sua rapidez, mas os ninhos e os juvenis estão mais expostos e podem ser atacados por cobras, doninhas ou primatas. Os predadores conhecidos do grupo são sobretudo aves de rapina.
Os guarda-rios são aves diurnas e sedentárias, havendo no entanto exemplos de espécies parcialmente migratórias. São bastante territoriais que podem ter um comportamento extremamente agressivo para com intrusos, mesmo de outras espécies de aves ou até mamíferos. Os guarda-rios são aves barulhentas com vários tipos de vocalização usadas em diferentes ocasiões, o que sugere alguma forma de comunicação entre membros da espécie.
A União Internacional para a Conservação da Natureza e dos Recursos Naturais lista 24 espécies de guarda-rios como "vulneráveis" ou "em perigo". Não ocorreu nenhuma extinção recente dentro do grupo. Estas aves são, no entanto, ameaçadas pela redução de habitat, poluição dos rios e envenenamentos por pesticidas.

## Géneros

### Subfamília Alcedininae
- Alcedo, guarda-rios
- Ceyx, martins-pigmeus
- Ispidina, martinzinho

### Subfamília Daceloninae
- Lacedo, martim-caçador-bonito
- Dacelo, cucaburras
- Clytoceyx, cucaburra-bico-de-pá
- Pelargopsis , martins-caçadores
- Halcyon , martins-caçadores
- Todiramphus, martins-caçadores
- Caridonax, martim-caçador-alvinegro
- Melidora, martim-caçador-ganchudo
- Actenoides, martins-caçadores
- Syma, martins-caçadores
- Tanysiptera, martins-rabilongos
- Cittura, martim-caçador-orelhudo

### Subfamília Cerylinae
- Megaceryle, pica-peixes
- Ceryle, pica-peixes
- Chloroceryle, martins-pescadores
- Corythornis, pica-peixinhos[5]

## Espécies brasileiras
- Ceryle torquatus, Martim-pescador-grande
- Chloroceryle amazona, Martim-pescador-verde ou ariramba-verde
- Chloroceryle americana, Martim-pescador-pequeno
- Chloroceryle inda, Martim-pescador-da-mata
- Chloroceryle aenea, Martim-pescador-anão